# Łęki (Zbydniów)
Łęki – część wsi Zbydniów w Polsce położona w województwie podkarpackim, w powiecie stalowowolskim, w gminie Zaleszany.